# Ses grands succès (album de William Sheller)
Pour les autres significations, voir Ses plus grands succès.
Albums de William Sheller
Nicolas
(1980) J'suis pas bien
(1981)
Ses grands succès est une compilation de William Sheller sur vinyle paru en 1981 sous le label Philips. 

## Titres
| 1.  | Dans un vieux rock'n'roll |  |
| 2.  | Le Carnet à spirale       |  |
| 3.  | C'est l'hiver demain      |  |
| 4.  | Joker, poker              |  |
| 5.  | Ça ne sert à rien         |  |
| 6.  | Oh! J'cours tout seul     |  |
| 7.  | Hey! Docteur Disco        |  |
| 8.  | Catherine                 |  |
| 9.  | Gimmick Boy               |  |
| 10. | À qui je m'abandonne      |  |
| 11. | Laisse-moi tout seul      |  |

| 1.  | Rock'n dollars                   |  |
| 2.  | La Fille de Montréal             |  |
| 3.  | Photos-souvenirs                 |  |
| 4.  | Une chanson qui te ressemblerait |  |
| 5.  | Téléphone pas trop tôt           |  |
| 6.  | Elle dit soleil, elle dit...     |  |
| 7.  | Fier et fou de vous              |  |
| 8.  | Comme je m'ennuie de toi         |  |
| 9.  | Les Machines à sous              |  |
| 10. | Symphoman                        |  |
| 11. | La Musique autour de moi         |  |